# Mary Robinson
Mary Therese Winifred Robinson (em gaélico: Máire Mhic Róibín; Ballina, 21 de maio de 1944) foi a primeira mulher presidente da Irlanda  (1990-1997) e Alta Comissária das Nações Unidas para os Direitos Humanos (1997 - 2002).
Destacada advogada, Robinson tornou-se membro do senado irlandês (1969-1989) e, nas eleições presidenciais de 1990, derrotou Brian Lenihan, do Fianna Fáil, e Austin Currie, do Fine Gael, como candidata independente nomeada pelo Partido Trabalhista, Partido dos Trabalhadores da Irlanda e pelos senadores independentes, tornando-se a primeira presidente do sexo feminino e o primeiro presidente eleito sem o apoio do Fianna Fáil.
Em 2002 recebeu a Medalha Benjamin Franklin por Serviço Público de Destaque e o doutoramento Honoris Causa pela Universidade Nova de Lisboa.
Em 2005 recebeu o doutoramento Honoris Causa em Ciência Política pela Universidade de Florença.